# Llista d'aeroports de Polònia
Llista d'aeroports de Polònia, ordenats per ubicació:

Aeroports de Polònia

| Ciutat       | Ubicació    | Voivodat             | IATA | OACI | Nom de l'aeroport                           | Lloc web oficial                                                |
| ------------ | ----------- | -------------------- | ---- | ---- | ------------------------------------------- | --------------------------------------------------------------- |
| Breslau      | Strachowice | Baixa Silèsia        | WRO  | EPWR | Aeroport de Breslau-Nicolau Copèrnic        | www.airport.wroclaw.pl                                          |
| Bydgoszcz    | Szwederowo  | Cuiàvia i Pomerània  | BZG  | EPBY | Aeroport de Bydgoszcz-Ignacy Jan Paderewski | www.plb.pl                                                      |
| Cracòvia     | Balice      | Petita Polònia       | KRK  | EPKK | Aeroport de Cracòvia-Joan Pau II            | www.krakowairport.pl                                            |
| Gdańsk       | Rębiechowo  | Pomerània            | GDN  | EPGD | Aeroport de Gdańsk-Lech Wałęsa              | www.airport.gdansk.pl                                           |
| Gdynia       | Kosakowo    | Pomerània            | QYD  | EPOK | Aeroport de Gdynia                          | www.airport.gdynia.pl Arxivat 2012-04-11 a Wayback Machine.     |
| Katowice     | Pyrzowice   | Silèsia              | KTW  | EPKT | Aeroport de Katowice                        | www.katowice-airport.com                                        |
| Lublin       | Świdnik     | Lublin               | LUZ  | EPSW | Aeroport de Lublin                          | www.airport.lublin.pl                                           |
| Łódź         | Lublinek    | Łódź                 | LCJ  | EPLL | Aeroport de Łódź-Władysław Reymont          | www.airport.lodz.pl Arxivat 2012-04-14 a Wayback Machine.       |
| Olsztyn      | Szymany     | Vàrmia i Masúria     | SZY  | EPSY | Aeroport de Olsztyn-Masúria                 | www.szymanyairport.pl Arxivat 2016-02-21 a Wayback Machine.     |
| Poznań       | Ławica      | Gran Polònia         | POZ  | EPPO | Aeroport de Poznań-Henryk Wieniawski        | www.airport-poznan.com.pl Arxivat 2008-08-21 a Wayback Machine. |
| Radom        | Sadków      | Masòvia              | RDO  | EPRO | Aeroport de Radom                           | www.lotnisko-radom.eu                                           |
| Rzeszów      | Jasionka    | Subcarpàcia          | RZE  | EPRZ | Aeroport de Rzeszów-Jasionka                | www.rzeszowairport.pl                                           |
| Szczecin     | Goleniów    | Pomerània Occidental | SZZ  | EPSC | Aeroport de Szczecin-"Solidarność"          | www.airport.com.pl                                              |
| Varsòvia     | Modlin      | Masòvia              | WMI  | EPMO | Aeroport de Varsòvia-Modlin                 | www.modlinairport.pl                                            |
| Varsòvia     | Okęcie      | Masòvia              | WAW  | EPWA | Aeroport de Varsòvia-Frédéric Chopin        | www.lotnisko-chopina.pl                                         |
| Zielona Góra | Babimost    | Lubusz               | IEG  | EPZG | Aeroport de Zielona Góra                    | www.lotnisko.lubuskie.pl Arxivat 2012-03-29 a Wayback Machine.  |